# Joelson Fernandes
Joelson Fernandes (Bissau, 2003. február 28. –) bissau-guineai születésű portugál korosztályos válogatott labdarúgó, a Sporting CP csatárja.

## Pályafutása

### Klubcsapatokban
Fernandes a bissau-guineai fővárosban, Bissauban született. Az ifjúsági pályafutását 2014-ben a portugál Sporting CP akadémiájánál kezdte.
2020-ban mutatkozott be a Sporting CP felnőtt csapatában. Először a 2020. július 1-jei, Gil Vicente ellen 2–1-re megnyert mérkőzés 90+1. percében Andraž Šporar cseréjeként lépett pályára. 2021. augusztus 31-én két éves szerződést kötött a svájci első osztályban érdekelt Basel együttesével. Szeptember 12-én, a Lugano ellen 1–1-es döntetlennel zárult találkozó 90. percében Matías Palaciost váltva debütált.

### A válogatottban
Fernandes az U15-östől az U19-esig minden korosztályban képviselte Portugáliát.
2020-ban debütált az U21-es válogatottban. Először 2020. szeptember 4-én, Ciprus ellen 4–0-ra megnyert EB-selejtező 58. percében Pedro Netot váltva lépett pályára.

## Statisztika
2022. május 19. szerint.
| Klub               | Szezon   | Bajnokság          | Bajnokság | Bajnokság | Kupa  | Kupa  | Nemzetközi | Nemzetközi | Összesen | Összesen |
| Klub               | Szezon   | Bajnokság          | Mérk.     | Gólok     | Mérk. | Gólok | Mérk.      | Gólok      | Mérk.    | Gólok    |
| ------------------ | -------- | ------------------ | --------- | --------- | ----- | ----- | ---------- | ---------- | -------- | -------- |
| Sporting CP        | 2019–20  | Primeira Liga      | 4         | 0         | 0     | 0     | 0          | 0          | 4        | 0        |
| Basel (kölcsönben) | 2021–22  | Swiss Super League | 18        | 0         | 2     | 0     | 2          | 0          | 22       | 0        |
| Összesen           | Összesen | Összesen           | 22        | 0         | 2     | 0     | 2          | 0          | 26       | 0        |